# OCFS
OCFS (Oracle Cluster File System) — кластерна файлова система, яка підтримує поділюване використання між кількома Linux-системами.
Розробку файлової системи здійснює корпорація Oracle, поширюючи її під ліцензіей GNU General Public License. Файлова система має семантику локальної файлової системи та може бути використана практично будь-якими додатками. Використовується переважно для віртуалізації (Oracle VM), кластерних баз даних (Oracle RAC), кластерів на проміжному ПО (Oracle E-Business Suite), тощо.

## OCFS 1.0
Перша версія OCFS було випущено корпорацією Oracle для Linux-ядра версії 2.4. Але, хоч версія яку було випущено під вільною ліцензією,  мала  деякі обмеження, вона дозволяла отримати доступ до файлів бази даних, а також давала ряд інших переваг адміністраторам. Так як першу версію файлової системи було розроблено тільки для кластерних баз даних Oracle, вона не відповідала стандарту POSIX, на відміну від другої версії OCFS.

## OCFS2
Друга версія Oracle Cluster File System має наступні можливості та особливості:
- Додана підтримка POSIX
- Підтримуе різні кодування, в тому числі little endian і big endian, а також 32-бітові та 64-бітові кодування
- Файлова система  підтримує введення-виведення з прямим доступом, ассинхроне введення-виведення, буферироване введення-виведення, введення-виведення виду splice (з версії 1.4) та введення-виведення з відображенням в пам'ять
- Має можливість використовувати великі inode
- Має можливість відстежувати відносний час доступу до файлу (relative access time)
- Підтримує режими журналювання виду ordered і writeback
- Використовує контрольні суми метаданих
- Підтримує блокі розмірів 512 байтів, 1 кБ, 2 кБ і 4 кБ.
- З версії 1.4 система підтримує наступні розміри одиничного блоку, що виділяється для зберігання файлових даних - 4 КБ, 8 КБ, 16 КБ, 32 КБ, 64 КБ, 128 КБ, 256 КБ, 512 КБ і 1 МБ.